# 水戸アニメーション
有限会社水戸アニメーション制作所は、日本のアニメ制作会社。
1999年頃にフリーのアニメーター小林一三が、茨城県水戸市にある実家でアニメスタジオを始める。当時はまだ会社組織になっていなかった。
2005年頃に有限会社水戸アニメーション制作所として正式に会社組織となる。最盛期で15人ほどのスタッフが居た（外注を含む）。
水戸アニメーション制作所の代表作としてテレビ東京系列で土曜早朝に放送された『サイボーグクロちゃん』が挙げられる。小林一三は『サイボーグクロちゃん』のオープニング、エンディング、原画、作画監督を手掛けた。
その後、『はじめの一歩』『キン肉マン』『逮捕しちゃうぞ』『こちら葛飾区亀有公園前派出所』『東京アンダーグラウンド』『PROJECT ARMS <プロジェクトアームズ>』『ギャラクシーエンジェル』『シスター・プリンセスRePure』『強殖装甲ガイバー』『アルスラーン戦記』『新あたしンち』『アトム ザ・ビギニング』『遊戯王5D's』『NARUTO -ナルト-』『ドラゴンボール超』など、様々なテレビアニメの原画と作画監督を水戸アニメーション制作所で担当した。